# اگوستین الداین
اگوستین الداین (انگلیسی: Agustín Elduayen؛ زادهٔ ۴ اوت ۱۹۶۴) بازیکن فوتبال اهل اسپانیا است.
از باشگاه‌هایی که در آن بازی کرده‌است می‌توان به باشگاه فوتبال اتلتیکو مادرید، باشگاه فوتبال رئال سوسیداد، باشگاه فوتبال رئال وایادولید، و باشگاه فوتبال دپورتیوو لاکرونیا اشاره کرد.
وی همچنین در تیم‌های ملی فوتبال زیر ۱۶ سال اسپانیا و زیر ۲۱ سال اسپانیا بازی کرده‌است.